# Concordância gramatical
Concordância gramatical é a transmissão de características morfológicas de   flexão gramatical de um vocábulo principal para outro(s). Em geral, concordância é ato ou efeito de harmonizar flexões de palavras em uma frase; neste contexto, pode ser entendida como "se refere de forma correta". Quando verbal, a concordância se refere à relação entre verbo e sujeito oracional quanto às suas flexões em número e pessoa; já a nominal se aplica às variações de gênero e número da relação entre o núcleo sintático nominal e demais vocábulos de classes variáveis, chamada de sintagma nominal. A concordância pode ser feita ainda de acordo com a ideia contida no vocábulo, fazendo-se assim uso da silepse — figura de linguagem que estabelece a concordância ideológica entre palavras. Na frase "Todos acreditam no futuro" prepondera a estilística (o locutor percebe-se e declara-se parte do sujeito "todos") sobre a lógica gramatical (que indicaria o verbo conjugado na terceira pessoa do plural, "acreditam", não na primeira pessoa do plural, "acreditamos").
Concordância nominal consiste na adaptação de um nome ao outro, harmonizando-se nas suas flexões com as palavras de que dependem. Na gramática da língua portuguesa, a concordância nominal se dá pela relação entre um substantivo, pronome ou mesmo numeral substantivo e as demais palavras que a eles se ligam para caracterizá-los — sejam artigos, adjetivos, pronomes adjetivos e numerais adjetivos. Em geral pode-se dizer que artigo, o adjetivo, o pronome e o numeral devem concordar em gênero (masculino/feminino) e número (singular/plural) com o substantivo a que se refere. Adjetivos antepostos aos substantivos concordam com o mais próximo, porém se exerce a função de predicativo pode concordar de duas maneiras: com o mais próximo ou ir para o plural. No caso do adjetivo vir após vários substantivos a concordância já muda, pois se os substantivos forem do mesmo gênero há duas possibilidades: ir para o plural ou assumir o gênero do substantivo.[carece de fontes?]
Concordância verbal é a flexão do verbo em conformidade ao número e pessoa do sujeito da oração. As orações de exemplo "João faz o dever de casa" e "Os alunos fazem o dever de casa" trazem os verbos na mesma flexão número-pessoal de seus sujeitos oracionais — respectivamente, na terceira pessoa do singular (sujeito "João" e verbo "faz") e na terceira pessoa do plural (sujeito "os alunos" e verbo "fazem").